# Vox (politická strana)
Vox (často psáno VOX) je politická strana ve Španělsku, kterou založili v prosinci 2013 bývalí členové Lidové strany a byla následně veřejně představena na tiskové konferenci v Madridu 16. ledna 2014. Dle jejich vlastního prohlášení byla důvodem založení nespokojenost se způsobem, jakým se Lidová strana stavěla k baskické teroristické organizaci ETA. Kromě toho sama prohlašuje, že jejím cílem je větší centralizace v protikladu k současnému kvazifederativnímu uspořádání autonomních společenství.
Vox je považována za stranu pravicovou nebo krajně pravicovou nebo pravicově populistickou. Hlásí se k protipotratovému hnutí a je někdy srovnávána s americkou Tea Party. Rovněž kritizuje multikulturalismus a imigraci z islámských zemí.

## Výsledky ve volbách
Ve volbách do Evropského parlamentu v roce 2014, ani v španělských parlamentních volbách v roce 2015 a v roce 2016 se straně nepodařilo získat žádný mandát.
V roce 2018 po volbách do andaluského regionálního parlamentu získala strana Vox 12 křesel (ze 109).
V roce 2019 již pronikla jak do Španělského parlamentu, tak do Evropského parlamentu.